# Hottope (Adelsgeschlecht)

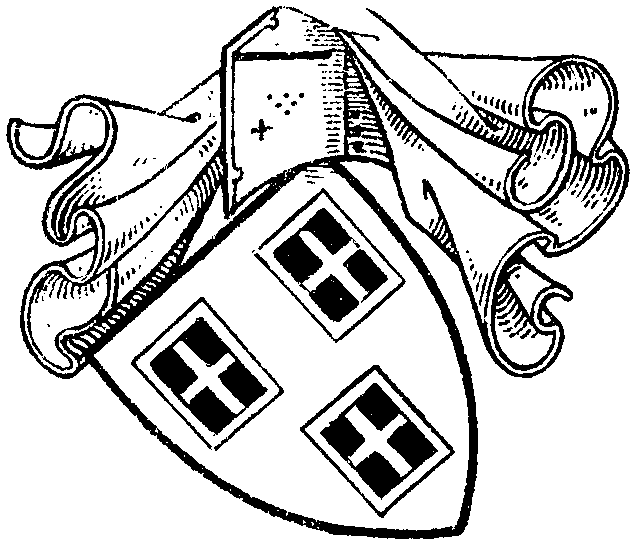
Wappen derer von Hottope im Wappenbuch des Westfälischen Adels

Hottope (auch: Hoppecke o. ä.) ist der Name eines erloschenen westfälischen Adelsgeschlechts.
Die Familie ist von dem ebenfalls westfälischen, aber wappenverschiedenen Adelsgeschlecht Hottope genannt Bertram zu unterscheiden.

## Geschichte
Max von Spießen berichtet, der Stammsitz des Geschlechts habe bei Marsberg gelegen. Anton Fahne dagegen spricht von einem Hof Hottope in der Stadt Brilon: Jakob von Hottope, Sohn von Gert von Hottope, Zephine, seine Frau, und Hermann, sein Sohn, verkauften 1366 der Stadt Brilon ein Drittel des Hofes Hottope. Albert von Hottope hatte die anderen zwei Drittel. 1391 tritt ein Hermanne von Hottope anders gheheyten dey Swarte auf, der einen Kaldenhove von Rotger Lurewalt gekauft hatte. Derselbe kaufte 1397 einen Hof zu Bauchusen im Kirchspiel Lon sowie einen Hof ton Husen und einen Hoeve tot Aspen, beide im Kirchspiel Erwitte. Wilhelm von Hoppeke (Hottope), genannt Swarte, und seine Frau Anna verkauften 1413 für 100 rheinische Gulden eine Rente. Die Rente sollte aus Annas Leibzucht, dem Bispingshof in Westönnen und einem Hof zu Werl gezogen werden. 1414 erscheint Wilhelm von Hottope als Sohn des verstorbenen Schwarten von Hottope. Wilhelm, der sich ebenfalls der Schwarze nannte, siegelte später mit u. g. Wappen. Wilhelm der Schwarze von Hottope schwur 1419 dem Kloster Welver Urfehde.
Die Letzte der Familie, Anna von Hottope, heiratete Johann von Dorfeld.

## Wappen
Blasonierung: Im Schild drei (2:1) Fenster. Tingierung und Helmzier sind nicht überliefert.